# Édifice du Centre
L'Édifice du Centre (en anglais : Centre Block) est le bâtiment principal du Parlement du Canada.
Situé à Ottawa sur la Colline du Parlement entre l'Édifice de l'Est et l'Édifice de l'Ouest. C'est un bâtiment classé où se trouvent la Chambre des communes du Canada, le Sénat du Canada et des bureaux de parlementaires. La Tour de la Paix s'élève devant sa façade, au centre.
L'Édifice du Centre a été désigné lieu historique national du Canada le 16 janvier 1987.